# Gare de Flobecq
Ne doit pas être confondu avec gare de Flobecq-Bois.
La gare de Flobecq est une gare ferroviaire belge, fermée et désaffectée, de la ligne 87 d'Enghien à Tournai. Elle est  située à l'est du bourg centre de la commune de Flobecq dans la province de Hainaut en Région wallonne.
La gare est mise en service en 1882 et fermée en 1960. Elle permet des échanges avec deux lignes de Tramway vicinal de 1905 à 1958. Les bâtiments d'origines de la gare SNCB et de la gare SNCV sont toujours présents sur la place de la station.

## Situation ferroviaire
Établie à 34 mètres d'altitude, la gare de Flobecq est située au point kilométrique (PK) 40,9 de la ligne 87, de Tournai à Bassilly (fermée et désaffectée), entre les gares d'Ellezelles (s'intercale les haltes de Flobecq-Planche et de Rigaudrye) et de Ogy.

## Histoire
La gare de Flobecq est mise en service le 5 juin 1882, par l'administration des chemins de fer de l'État belge, lorsqu'elle ouvre à l'exploitation, aux services des voyageurs et des marchandises, la section de Lessines à Flobecq,.
Elle devient une gare de passage le 1er septembre 1882, lors de l'ouverture par l'État de la section suivante de Flobeq à Ellezelles.
De 1905 à 1958, elle permet des correspondances avec des circulations de la Société nationale des chemins de fer vicinaux (SNCV), sur les lignes 403 Ath - Flobecq et 370/2 Grammont - Flobecq.
La gare de Flobecq est fermée aux services des voyageurs et des marchandises le 11 décembre 1960.

## Patrimoine ferroviaire

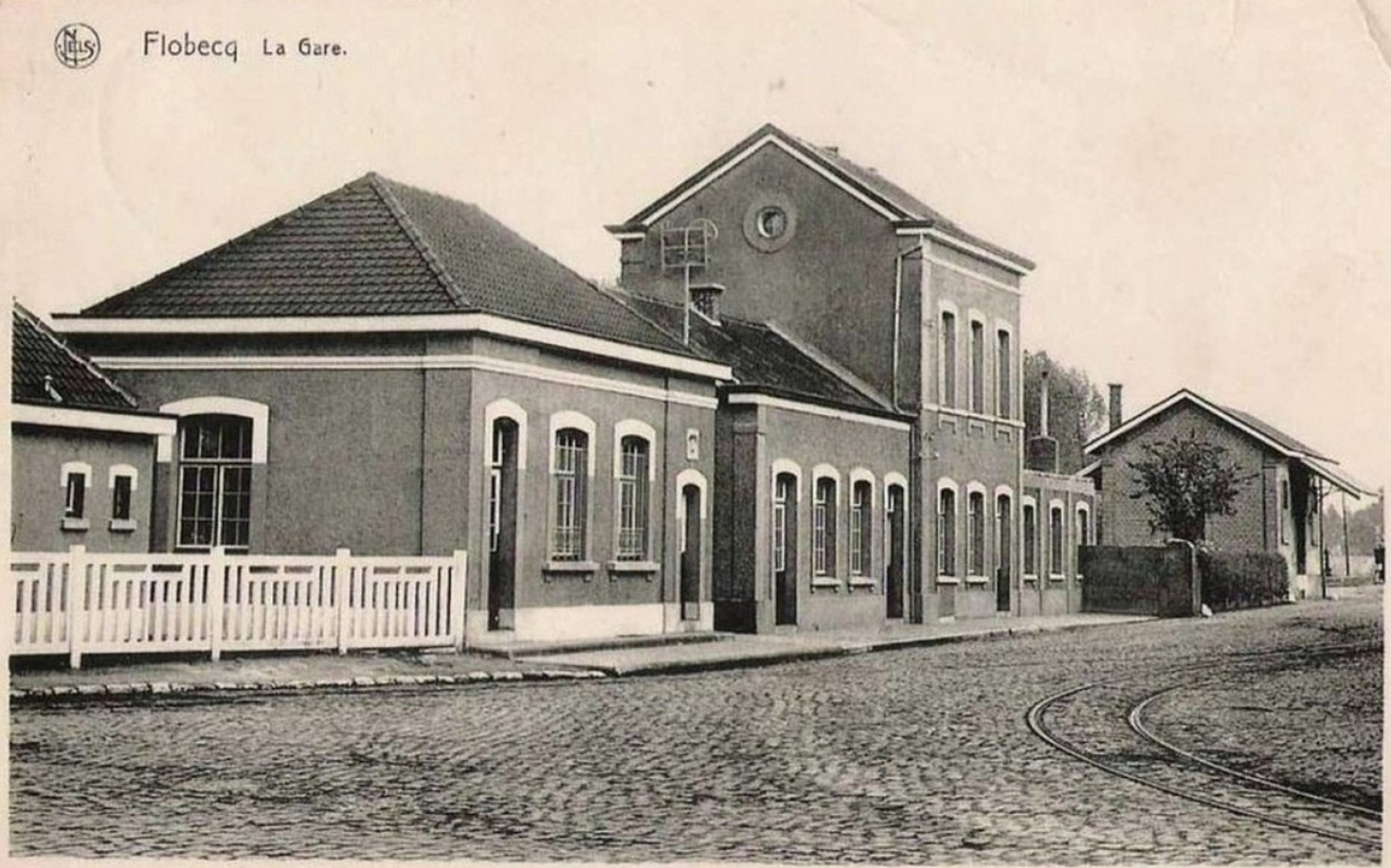
La gare et le tramway au début du XXe siècle.

Le bâtiment voyageurs d'origine est toujours présent sur la place de la station. Au bout de cette place l'ancienne halle à marchandises est présente à gauche et la gare de la SNCV est également toujours présente sur la droite.